# Liste der Kathedralen und Minsters im Vereinigten Königreich
Eine Kathedrale ist die Hauptkirche eines Bistums. Aus Gründen der britischen Kirchengeschichte gehören vor 1800 gebaute Kirchen im Vereinigten Königreich so gut wie immer einer anglikanischen Kirche: der Church of England, der – presbyterianischen – Church of Scotland (nicht aber der ebenfalls anglikanischen Scottish Episcopal Church), der Church in Wales bzw. der Church of Ireland.
Anglikanischen Kirchen im Vereinigten Königreich kann der Ehrentitel „Minster“ verliehen werden, z. B. Reading Minster oder Westminster Abbey in London, die beide keine Kathedralen sind. Das Wort „Minster“ leitet sich vom lateinischen „monasterium“ (Kloster) ab und verweist darauf, dass „Minster“ ursprünglich die Bezeichnung einer Klosterkirche war.
Frühmittelalterliche Kirchenbauten sind auf den britischen Inseln angelsächsisch oder iroschottisch. Darauf folgte ab 1066 der anglo-normannische Stil, anstelle der kontinentalen Romanik. Die gotische Bauweise (Perpendicular Style) wurde hier am Ende des Mittelalters nie ganz aufgegeben, sodass es einen fließenden Übergang von der Spätgotik zur Neugotik gab. Seit dem 17. Jahrhundert wurden daher also sowohl gotische als auch barocke Kirchen gebaut.

## England

### Church of England

#### Anglikanische Kathedralen
| Stadt               | Kathedrale                                                                                  | Baudaten | Links                     |
| ------------------- | ------------------------------------------------------------------------------------------- | --- | ------------------------- |
| Birmingham          | Cathedral St Philip                                                                         | Grundsteinlegung 1905                                                                                                  | Offizielle Website        |
| Blackburn           | Cathedral Saint Mary the Virgin with St Paul (Blackburn)                                    | Grundsteinlegung 1926                                                                                                  | Offizielle Website        |
| Bradford            | Cathedral Saint Peter (Bradford)                                                            | Grundsteinlegung 14. Jh.                                                                                               | Offizielle Website        |
| Bristol             | Cathedral of the Holy & Undivided Trinity                                                   | 1542–1836 | Offizielle Website        |
| Bury Saint Edmunds  | Cathedral St Edmundsbury                                                                    | Grundsteinlegung 1914                                                                                                  | Offizielle Website        |
| Canterbury          | Metropolitan Cathedral of Christ                                                            | erster Bau um 600, normannischer Bau 1070 ff., später ersetzt: Chor 1174 ff., Schiff 1390–1410, Vierungsturm 1490–1510 | Offizielle Website        |
| Carlisle            | Metropolitan Cathedral of the Holy & Undivided Trinity                                      | Grundsteinlegung 1133                                                                                                  | Offizielle Website        |
| Chelmsford          | Cathedral St Mary the Virgin, St Peter & St Cedd                                            | Grundsteinlegung 1914                                                                                                  | Offizielle Website        |
| Chester             | Cathedral of Christ & the Blessed Virgin Mary                                               | Grundsteinlegung 1541                                                                                                  | Offizielle Website        |
| Chichester          | Cathedral of the Holy Trinity                                                               | Grundsteinlegung 1080                                                                                                  | Offizielle Website        |
| Coventry            | Cathedral St Michael                                                                        | Alte Kathedrale 14./15. Jahrhundert, im Zweiten Weltkrieg zerstört                                                     | Offizielle Website        |
| Coventry            | Cathedral St Michael                                                                        | Neue Kathedrale 1962 ff.                                                                                               | Offizielle Website        |
| Derby               | Cathedral of All Saints                                                                     | Grundsteinlegung 1927                                                                                                  | Offizielle Website        |
| Durham              | Cathedral of Christ, the Blessed Virgin Mary & St Cuthbert                                  | Grundsteinlegung 997                                                                                                   | Offizielle Website        |
| Ely                 | Cathedral of the Holy Trinity                                                               | Grundsteinlegung 1109                                                                                                  | Offizielle Website        |
| Exeter              | Cathedral St Peter                                                                          | Grundsteinlegung 1050                                                                                                  | Offizielle Website        |
| Gloucester          | Cathedral St Peter & the Holy & Indivisible Trinity                                         | Grundsteinlegung 1541                                                                                                  | Offizielle Website        |
| Guildford           | Cathedral of the Holy Spirit                                                                | Grundsteinlegung 1965                                                                                                  | Offizielle Website        |
| Hereford            | Cathedral St Mary & St Ethelbert                                                            | Grundstein 676, erster Steinbau 830, heutiger Bau 1079 – 16. Jh.                                                       | Offizielle Website        |
| Leicester           | Cathedral St Martin                                                                         | Grundsteinlegung 1927                                                                                                  | Offizielle Website        |
| Lichfield           | Cathedral St Mary & St Chad                                                                 | 669–803 | Offizielle Website        |
| Lincoln             | Lincoln Minster / Cathedral St Mary                                                         | erster Bau 1072–92, heutiger Bau 1192 ff., Türme 13. Jh.                                                               | Offizielle Website        |
| Liverpool           | Cathedral of Christ                                                                         | Grundsteinlegung 1904                                                                                                  | Offizielle Website        |
| London              | St Paul’s Cathedral                                                                         | Grundsteinlegung 1675                                                                                                  | Offizielle Website        |
| London              | Westminster Abbey, Krönungskirche und Grablege der englischen Könige, aber keine Kathedrale | erster Bau 1045–1065, heutiger Bau 1245 ff., Westfassade 15. Jh., Westtürme 1722–1745                                  | Westminster Abbey Website |
| Manchester          | Cathedral St Mary, St Denys & St George                                                     | 1421 erbaut als Stiftskirche für Kollegiumspriester                                                                    | Offizielle Website        |
| Newcastle upon Tyne | Cathedral St Nicholas                                                                       | Grundsteinlegung 1882                                                                                                  | Offizielle Website        |
| Norwich             | Cathedral of the Holy & Undivided Trinity                                                   | Grundsteinlegung 1094                                                                                                  | Offizielle Website        |
| Oxford              | Cathedral of Christ                                                                         | Grundsteinlegung um 1170                                                                                               | Offizielle Website        |
| Peterborough        | Cathedral St Peter, St Paul & St Andrew                                                     | Grundsteinlegung 1539                                                                                                  | Offizielle Website        |
| Portsmouth          | Cathedral St Thomas of Canterbury                                                           | Grundsteinlegung 1927                                                                                                  | Offizielle Website        |
| Ripon               | Cathedral St Peter & St Wilfred (auch: Ripon Minster)                                       | Grundsteinlegung 13. Jh.                                                                                               | Offizielle Website        |
| Rochester           | Cathedral of Christ and the Blessed Virgin Mary                                             | Grundsteinlegung 604                                                                                                   | Offizielle Website        |
| Salisbury           | Cathedral of the Blessed Virgin Mary                                                        | Grundsteinlegung 1227                                                                                                  | Offizielle Website        |
| Sheffield           | Cathedral St Peter & St Paul                                                                | Grundsteinlegung 1914                                                                                                  | Offizielle Website        |
| Southwark (London)  | Cathedral St Saviour & St Mary Ovarie / Southwark Cathedral                                 | Grundsteinlegung 1905                                                                                                  | Offizielle Website        |
| Southwell           | Cathedral of the Blessed Virgin Mary (auch Southwell Minster)                               | 12. Jahrhundert | Offizielle Website        |
| St Albans           | Cathedral St Albans                                                                         | Grundsteinlegung 1877                                                                                                  | Offizielle Website        |
| Truro               | Cathedral St Mary                                                                           | Grundsteinlegung 1880                                                                                                  | Offizielle Website        |
| Wakefield           | Cathedral of All Saints                                                                     | Grundsteinlegung 1888                                                                                                  | Offizielle Website        |
| Wells               | Cathedral St Andrew                                                                         | Grundsteinlegung 1239                                                                                                  | Offizielle Website        |
| Winchester          | Cathedral of the Holy Trinity, St Peter, St Paul & St. Swithun                              | erster Bau 642 ff., heutiger Bau 1079 – 16. Jh.                                                                        | Offizielle Website        |
| Worcester           | Cathedral of the Blessed Virgin Mary                                                        | erster Bau 680 ff., heutiger Bau 12. / 13. Jh.                                                                         | Offizielle Website        |
| York                | Minster/Metropolitan Cathedral St Peter                                                     | erster Steinbau 630–37, heutiger Bau 1220–1437                                                                         | Offizielle Website        |

#### Minsters ohne Bischofssitz
Soweit nicht anders vermerkt, fungieren die Kirchen in dieser Liste einfach als Pfarrkirchen.
| Ort                              | Kirche                                  | Bauzeit                                          | Bedeutung              | Grafschaft               |
| -------------------------------- | --------------------------------------- | ------------------------------------------------ | ---------------------- | ------------------------ |
| Stow-in-Lindsey                  | Minster St Mary (Stow-in-Lindsay)       | 11. Jh., Vorgänger 9. Jh.                        | ehemalige Kathedrale   | Lincolnshire             |
| Beverley                         | Beverley Minster                        | ab 1220, Umbauten 18. Jh.                        | Ehemalige Stiftskirche | East Riding of Yorkshire |
| Hemingbrough                     | Hemingbrough Minster                    |                                                  | Ehemalige Stiftskirche | East Riding of Yorkshire |
| Howden                           | Howden Minster                          |                                                  | Ehemalige Stiftskirche | East Riding of Yorkshire |
| Wimborne                         | Wimborne Minster                        | 1120–1180, einzelne Teile 8./9. Jh.              | Ehemalige Stiftskirche | Dorset                   |
| Ashingdon                        | St Andrew's Minster                     | 1020                                             | Titel alt              | Essex                    |
| Reading                          | Reading Minster                         | 11. Jh.                                          | Titel alt              | Berkshire                |
| Stonegrave                       | Stonegrave Minster                      | 8. Jh., Neubau 12. Jh., radikale Erneuerung 1863 | Titel alt              | North Yorkshire          |
| bei Kirkdale nahe Kirkbymoorside | St Gregory’s Minster                    | um 1060                                          | Titel alt              | North Yorkshire          |
| The Saints (Suffolk)             | South Elmham Minster                    | um 1000                                          | Ruine                  | Suffolk                  |
| Warminster                       | Parish Church of St Denys (The Minster) | 11. Jh., spätes 14. Jh.                          | Titel alt              | Wiltshire                |
| Cheltenham                       | Cheltenham Minster                      | 12. Jh.                                          | Titel seit 2013        | Gloucestershire          |
| Croydon                          | Croydon Minster                         | 1870, Vorgänger seit 11. Jh.                     | Titel seit 2011        | Greater London           |
| Dewsbury                         | Dewsbury Minster                        | 13. Jh., Ende 19. Jh. umfassend erneuert         | Titel seit 1994        | West Yorkshire           |
| Doncaster                        | Doncaster Minster                       | 1853–1858, Vorgänger 12. Jh.                     | Titel seit 2004        | South Yorkshire          |
| Great Yarmouth                   | Great Yarmouth Minster                  | vollendet 1119                                   | Titel seit 2011        | Norfolk                  |
| Grimsby                          | Grimsby Minster                         | 12.–15. Jh., ab 1856 umfassend restauriert       | Titel seit 2010        | Lincolnshire             |
| Halifax                          | Halifax Minster                         | 15.–16. Jh.                                      | Titel seit 2009        | West Yorkshire           |
| King’s Lynn                      | King's Lynn Minster                     | 1095 ff., umfassend erneuert 1745–46             | Titel seit 2011        | Norfolk                  |
| Kingston upon Hull               | Hull Minster                            | 14.–16. Jh.                                      | Titel seit 2017        | East Riding of Yorkshire |
| Leeds                            | Leeds Minster                           | 19. Jh., Vorgänger 7. und 14. Jh.                | Titel seit 2012        | Norfolk                  |
| Preston                          | Preston Minster                         | 1853–1855, Vorgänger seit 11. Jh.                | Titel seit 2003        | Lancashire               |
| Rotherham                        | Rotherham Minster                       | 14.–15. Jh.                                      | Titel seit 2004        | South Yorkshire          |
| Stoke-on-Trent                   | Stoke Minster                           | 9.–13. Jh.                                       | Titel seit 2005        | Staffordshire            |
| Sunderland                       | Sunderland Minster                      | 13. Jh., diverse Umbauten, Mobiliar 17. Jh.      | Titel seit 1998        | Tyne and Wear            |
| Newport                          | Thomas Minster (Newport)                | 1854/55, Vorgänger 12. Jh.                       | Titel seit 2008        | Isle of Wight            |
| Plymouth                         | St Andrew's Minster (Plymouth)          | 1430–1490, Vorgänger seit 12. Jh.                | Titel seit 2009        | Devon                    |
| Tunstall                         | Tunstall Minster                        | um 1400                                          | Titel seit 2014        | Kent                     |

### Römisch-katholisch
| Stadt                | Kathedrale                                                                                                  | Bistum             | Baudaten                                                          | Links                     |
| -------------------- | --- | ------------------ | ----------------------------------------------------------------- | ------------------------- |
| Aldershot            | Cathedral St Michael & St George                                                                            | Militärordinariat  | Grundsteinlegung 1972                                             |                           |
| Arundel              | Cathedral of Our Lady & St Philip Howard                                                                    | Arundel & Brighton | Grundsteinlegung 1868                                             | Offizielle Website        |
| Birmingham           | Metropolitan Cathedral St Chad                                                                              | Birmingham         | 1839, erster katholischer Kathedralbau in GB nach der Reformation | Offizielle Website        |
| Brentwood            | Cathedral St Mary & St Helen                                                                                | Brentwood          | Grundsteinlegung 1989                                             | Offizielle Website        |
| Clifton              | Cathedral St Peter & St Paul                                                                                | Clifton            | Grundsteinlegung 1971                                             | Offizielle Website        |
| Lancaster            | Cathedral St Peter                                                                                          | Lancaster          | Grundsteinlegung 1857                                             | Offizielle Website        |
| Leeds                | Cathedral St Anne                                                                                           | Leeds              | Grundsteinlegung 1901                                             | Bistum Leeds – Kathedrale |
| Liverpool            | Metropolitan Cathedral of Christ the King                                                                   | Liverpool          | Grundsteinlegung 1967                                             | Offizielle Website        |
| Middlesbrough        | Cathedral of Saint Mary the Virgin                                                                          | Middlesbrough      | Grundsteinlegung 1985                                             | Offizielle Website        |
| Newcastle upon Tyne  | Cathedral St Mary                                                                                           | Hexham & Newcastle | Grundsteinlegung 1842                                             | Offizielle Website        |
| Northampton          | Cathedral of Our Lady & St Thomas of Canterbury                                                             | Northampton        | Grundsteinlegung 1844                                             |                           |
| Norwich              | Cathedral St John the Baptist                                                                               | East Anglia        | Grundsteinlegung 1882                                             | Offizielle Website        |
| Nottingham           | Cathedral St Barnabas                                                                                       | Nottingham         | Grundsteinlegung 1841                                             | Offizielle Website        |
| Plymouth             | Cathedral St Mary & St Boniface                                                                             | Plymouth           | Grundsteinlegung 1856                                             | Offizielle Website        |
| Portsmouth           | Cathedral St John the Evangelist                                                                            | Portsmouth         | Grundsteinlegung 1882                                             |                           |
| Salford              | Cathedral St John the Evangelist                                                                            | Salford            | Grundsteinlegung 1850                                             |                           |
| Sheffield            | Cathedral St Marie                                                                                          | Hallam             | Grundsteinlegung 1846                                             |                           |
| Shrewsbury           | Cathedral of Our Lady Help of Christians and St Peter of Alcantara                                          | Shrewsbury         | Grundsteinlegung 1853                                             | Offizielle Website        |
| Southwark (London)   | St George’s Metropolitan Cathedral                                                                          | Southwark          | Grundsteinlegung 1841                                             | Offizielle Website        |
| Westminster (London) | Metropolitan Cathedral of the Most Holy Precious Blood, St Mary, St Joseph & St Peter/Westminster Cathedral | Westminster        | Grundsteinlegung 1910                                             | Offizielle Website        |

#### Ostkirchen
| Stadt   | Kathedrale                             | Eparchie                                              | Katholische Teilkirche                    | Ritus                | Baudaten | Links |
| ------- | -------------------------------------- | ----------------------------------------------------- | ----------------------------------------- | -------------------- | -------- | ----- |
| London  | Cathedral of the Holy Family in Exile  | Eparchie Holy Family of London                        | Ukrainische griechisch-katholische Kirche | Byzantinischer Ritus |          |       |
| Preston | Syro-Malabar Cathedral of St. Alphonsa | Eparchie Großbritannien der Syro-malabarischen Kirche | Syro-malabarische Kirche                  | Ostsyrischer Ritus   |          |       |

### Ökumenisches Patriarchat von Konstantinopel

#### Erzdiözese Thyateira und Großbritannien
| Stadt      | Kathedrale                                                  | Baudaten              | Links              |
| ---------- | ----------------------------------------------------------- | --------------------- | ------------------ |
| Birmingham | Cathedral of the Dormition of the Mother of God & St Andrew |                       |                    |
| Leicester  | Cathedral St Nicholas & St Xenophone                        |                       |                    |
| London     | Cathedral of All Saints                                     |                       |                    |
| London     | Cathedral St Sophia                                         | Grundsteinlegung 1922 | Offizielle Website |
| London     | Cathedral of the Dormition of the Mother of God             |                       |                    |
| London     | Cathedral of the Nativity of the Mother of God              |                       |                    |
| London     | Cathedral St Andrew                                         | Grundsteinlegung 1970 |                    |
| London     | Cathedral St Nicholas                                       |                       |                    |
| London     | Cathedral of the Holy Cross & St Michael                    |                       |                    |

### Andere
| Stadt               | Kathedrale                                         | Religion                                                                                 | Baudaten | Links                                |
| ------------------- | -------------------------------------------------- | ---------------------------------------------------------------------------------------- | -------- | ------------------------------------ |
| Bentley             | St Andrew's Church                                 | Free Church of England (Freie Kirche von England)                                        |          | Southern Diocese                     |
| Bournemouth         | Inclusive Community Church                         | Metropolitan Community Church                                                            |          | Inclusive Community Church           |
| London              | Cathedral of the Dormition & All Saints            | Russisch-Orthodox                                                                        |          |                                      |
| London              | Cathedral St George                                | Antiochian-Orthodox                                                                      |          |                                      |
| London              | Cathedral St Sarkis                                | Armenisch-Orthodox                                                                       |          |                                      |
| London              | Cathedral St Sava                                  | Serbisch-Orthodox                                                                        |          |                                      |
| London              | Äthiopische Kathedrale                             | Äthiopisch-Orthodox                                                                      |          |                                      |
| London              | Eritreische Kathedrale                             | Eritreisch-Orthodox                                                                      |          |                                      |
| London              | Ukrainische Kathedrale                             | Ukrainisch-Orthodox                                                                      |          |                                      |
| Manchester          | Cathedral St Nicholas                              | Belarussisch-Orthodox                                                                    |          |                                      |
| Morecambe           | Emmanuel Church                                    | Free Church of England (Freie Kirche von England)                                        |          | Northern Diocese                     |
| Newcastle upon Tyne | Cathedral St Willibrord & All Saints               | Ancient and Old Catholic Church (Alte und altkatholische Kirche)                         |          |                                      |
| Painters Forstal    | Pro-Cathedral Church of St Augustine of Canterbury | Anglican Catholic Church (Anglikanisch-Katholische Kirche)                               |          | Church of St Augustine of Canterbury |
| Putney (London)     | Cathedral of All Saints                            | Liberal Catholic Church (Liberale Katholische Kirche)                                    |          |                                      |
| Reading             | St Mary’s Church                                   | Church of England (Continuing)                                                           |          | Church of England (Continuing)       |
| Stoke-on-Trent      | Cathedral of Our Lady Of Grace                     | Holy Catholic Church (Anglican Rite) (Heilige Katholische Kirche (Anglikanischer Ritus)) |          |                                      |
| Windlesham          | Cathedral St George                                | Traditional Church of England (Traditionelle Kirche von England)                         |          |                                      |

## Schottland

### Church of Scotland
Die Church of Scotland wird nicht mehr von Bischöfen geleitet und hat offiziell keine Kathedralen. Jedoch wurden Gebäude, die vor der Reformation Kathedralen waren, oder in Zeiten der Kirchengeschichte, als es ein Episkopat hatte, noch immer als „Kathedralen“ bezeichnet. Sie werden oft mit dem Titel „High Kirk“ bezeichnet.
| Stadt     | Kathedrale                    | Baudaten                  | Links              |
| --------- | ----------------------------- | ------------------------- | ------------------ |
| Aberdeen  | St Machar’s Cathedral         |                           | Offizielle Website |
| Brechin   | Cathedral of the Holy Trinity | Grundsteinlegung vor 1150 |                    |
| Dornoch   | Cathedral St Mary             | Grundsteinlegung 1224     | Offizielle Website |
| Dunblane  | Cathedral St Blane            |                           | Offizielle Website |
| Dunkeld   | Cathedral St Columba          | Grundsteinlegung 1120     | Offizielle Website |
| Edinburgh | Cathedral St Giles            |                           | Offizielle Website |
| Glasgow   | Cathedral St Mungo            | Grundsteinlegung 1123     | Offizielle Website |
| Kirkwall  | St Magnus Cathedral           | Grundsteinlegung 1137     |                    |
| Lismore   | St Moluag’s Cathedral         |                           |                    |

### Scottish Episcopal Church
| Stadt     | Kathedrale                                             | Baudaten              | Links              |
| --------- | ------------------------------------------------------ | --------------------- | ------------------ |
| Aberdeen  | Cathedral St Andrew                                    | Grundsteinlegung 1817 | Offizielle Website |
| Dundee    | Cathedral St Paul                                      | Grundsteinlegung 1855 | Offizielle Website |
| Edinburgh | Cathedral St Mary                                      | Grundsteinlegung 1879 | Offizielle Website |
| Glasgow   | Cathedral St Mary                                      | Grundsteinlegung 1871 | Offizielle Website |
| Inverness | Cathedral St Andrew                                    | Grundsteinlegung 1869 | Offizielle Website |
| Millport  | Co-Cathedral of the Holy Spirit/Cathedral of the Isles | Grundsteinlegung 1882 | Offizielle Website |
| Oban      | Cathedral St John the Devine                           | Grundsteinlegung 1864 | Offizielle Website |
| Perth     | Cathedral St Ninian                                    | Grundsteinlegung 1850 | Offizielle Website |

### Römisch-katholisch
| Stadt      | Kathedrale                          | Bistum                    | Baudaten              | Links                     |
| ---------- | ----------------------------------- | ------------------------- | --------------------- | ------------------------- |
| Aberdeen   | Cathedral St Mary of the Assumption | Aberdeen                  | Grundsteinlegung 1880 | Offizielle Website        |
| Ayr        | Cathedral of Saint Margaret         | Galloway                  | Grundsteinlegung 1826 | Offizielle Website        |
| Dundee     | Cathedral St Andrew                 | Dunkeld                   | Grundsteinlegung 1782 | Bistum Dunkeld            |
| Edinburgh  | Cathedral St Mary                   | Saint Andrews & Edinburgh | Grundsteinlegung 1814 | Offizielle Website        |
| Glasgow    | Metropolitan Cathedral St Andrew    | Glasgow                   | Grundsteinlegung 1797 | Offizielle Website        |
| Motherwell | Cathedral of Our Lady of Good Aid   | Motherwell                | Grundsteinlegung 1947 | Offizielle Website        |
| Oban       | St Columba’s Cathedral              | Argyll & the Isles        | Grundsteinlegung 1932 | Bistum Argyll & the Isles |
| Paisley    | Cathedral St Mirin                  | Paisley                   | Grundsteinlegung 1948 | Offizielle Website        |

### Ökumenisches Patriarchat von Konstantinopel
| Stadt   | Kathedrale        | Diözese                      | Baudaten              | Links              |
| ------- | ----------------- | ---------------------------- | --------------------- | ------------------ |
| Glasgow | Cathedral St Luke | Thyateira und Großbritannien | Grundsteinlegung 1954 | Offizielle Website |

## Wales

### Church in Wales
| Stadt     | Kathedrale                       | Baudaten              | Links              |
| --------- | -------------------------------- | --------------------- | ------------------ |
| Bangor    | Cathedral St Deiniol             | Grundsteinlegung 456  | Offizielle Website |
| Brecon    | Cathedral St John the Evangelist | Grundsteinlegung 1923 | Offizielle Website |
| Cardiff   | Cathedral Sts. Peter & Paul      | Grundsteinlegung 560  | Offizielle Website |
| Newport   | Cathedral St Woolo               | Grundsteinlegung 1921 |                    |
| St Asaph  | Cathedral St Asaph               | Grundsteinlegung 553  | Offizielle Website |
| St Davids | Kathedrale von St Davids         | Grundsteinlegung 580  | Offizielle Website |

### Römisch-katholisch
| Stadt   | Kathedrale                      | Bistum          | Baudaten                                             | Links              |
| ------- | ------------------------------- | --------------- | ---------------------------------------------------- | ------------------ |
| Cardiff | Metropolitan Cathedral St David | Cardiff-Menevia | Grundsteinlegung 1916                                | Offizielle Website |
| Swansea | Cathedral St Joseph             | Menevia         | Grundsteinlegung 1987, Kathedrale bis September 2024 | Offizielle Website |
| Wrexham | Cathedral Our Lady of Sorrows   | Wrexham         | Grundsteinlegung 1907                                | Offizielle Website |

## Nordirland

### Church of Ireland
| Stadt       | Kathedrale                                                      | Baudaten                                                                    | Links                                                           |
| ----------- | --------------------------------------------------------------- | --------------------------------------------------------------------------- | --------------------------------------------------------------- |
| Armagh      | St Patrick’s Cathedral                                          | erster Steinbau 445, heutiger Bau i.Wes. 1834–40                            | Offizielle Website                                              |
| Belfast     | Cathedral St Anne                                               | 1899–1904                                                                   | Offizielle Website                                              |
| Clogher     | Cathedral St Marcatan                                           |                                                                             |                                                                 |
| Downpatrick | Cathedral of the Holy and Undivited Trinity/Down Cathedral      | 1789–1826 aus Ruinen, Vorgängerbau 12. Jahrhundert                          | Offizielle Website                                              |
| Dromore     | Cathedral of Christ the Redeemer                                | Grundsteinlegung 1661                                                       | Offizielle Website                                              |
| Enniskillen | St Macartin's Cathedral                                         | Turm wurde teilweise um 1627 errichtet, ansonsten weitgehend 1841 errichtet | Offizielle Website                                              |
| Kilmore     | alte Kathedrale                                                 | Bistum seit etwa 700, Bau 1454, heute als Pfarrsaal                         | Cornafean Online (Memento vom 1. März 2009 im Internet Archive) |
| Kilmore     | Cathedral St Fethlimidh neue Kathedrale, Bedell Memorial Church | 1858                                                                        | Cornafean Online (Memento vom 1. März 2009 im Internet Archive) |
| Lisburn     | Christ Church Cathedral                                         | Kathedrale seit 1662, heutiger Bau 1708 ff.                                 | Offizielle Website                                              |
| Londonderry | St Columb’s Cathedral                                           | 1633 gotisch                                                                | Offizielle Website                                              |

### Römisch-katholisch
| Stadt       | Kathedrale                        | Bistum           | Baudaten              | Links              |
| ----------- | --------------------------------- | ---------------- | --------------------- | ------------------ |
| Armagh      | Metropolitan Cathedral St Patrick | Erzbistum Armagh | Grundsteinlegung 1870 |                    |
| Belfast     | Cathedral St Peter                | Down und Connor  | Grundsteinlegung 1866 | Offizielle Website |
| Londonderry | Cathedral St Eugene               | Derry            | Grundsteinlegung 1873 |                    |
| Newry       | Cathedral St Patrick & St Colman  | Dromore          | Grundsteinlegung 1829 |                    |

### Andere
| Stadt       | Kathedrale        | Baudaten              | Religion                                 |
| ----------- | ----------------- | --------------------- | ---------------------------------------- |
| Newtownards | Cathedral St John | Grundsteinlegung 1991 | Church of Ireland (Traditioneller Ritus) |

## Inseln und überseeische Besitzungen
| Stadt     | Kathedrale                       | Territorium     | Religion                                          | Baudaten              | Links              |
| --------- | -------------------------------- | --------------- | ------------------------------------------------- | --------------------- | ------------------ |
| Gibraltar | Cathedral of the Holy Trinity    | Gibraltar       | Anglikanisch (Church of England)                  | Grundsteinlegung 1842 | Offizielle Website |
| Gibraltar | Cathedral of St Mary the Crowned | Gibraltar       | Römisch-Katholisch                                |                       | Offizielle Website |
| Hamilton  | Cathedral of the Holy Trinity    | Bermuda         | Anglikanisch (Anglican Church of Bermuda)         |                       |                    |
| Hamilton  | Cathedral St Theresa             | Bermuda         | Römisch-Katholisch                                |                       |                    |
| Peel      | Cathedral St German              | Isle of Man     | Anglikanisch (Church of England)                  | Grundsteinlegung 1980 |                    |
| Stanley   | Christ Church Cathedral          | Falkland-Inseln | Anglikanisch (Parish of the Falkland Islands)     | Grundsteinlegung 1892 |                    |
| Jamestown | Cathedral St Paul                | St. Helena      | Anglikanisch (Anglican Church of Southern Africa) |                       | Offizielle Website |

## Ehemalige Kathedralen
| Stadt                  | Ehemalige Kathedrale oder Kathedralruine       | Region      | Baudaten                                                       | Links                              |
| ---------------------- | ---------------------------------------------- | ----------- | -------------------------------------------------------------- | ---------------------------------- |
| Abercorn               | Kathedralruinen St Wilfred                     | Schottland  | c.680                                                          |                                    |
| Abernethy              | Kathedralruinen St Brigid                      | Schottland  |                                                                |                                    |
| Ayr                    | Cathedral of the Good Shepherd                 | Schottland  | 1957 (2007 geschlossen, von 2010–2012 in Wohnraum umgewandelt) |                                    |
| Bath                   | Abbey/Ex-Cathedral St Peter & St Paul          | England     | Grundsteinlegung 1090                                          | Offizielle Website                 |
| Beverley               | Minster St John the Evangelist                 | England     | 1846–1878                                                      |                                    |
| Birnie                 | Kathedralruine St Brandan                      | Schottland  |                                                                |                                    |
| Birsay                 | Verschollene Kathedrale                        | Schottland  | vor 1035                                                       |                                    |
| Bradwell on Sea        | Ex-Cathedral St Peter-on-the-Wall              | England     | 654–664                                                        |                                    |
| Chester                | Kathedralruine St John the Baptist             | England     | 1072/1075–1102                                                 |                                    |
| Clifton                | Pro-Cathedral of the Holy Apostles             | England     | 1846–1848, 1870                                                |                                    |
| Connor                 | Cathedral St Saviour                           | Nordirland  |                                                                |                                    |
| Coventry               | Kathedralruinen St Mary                        | England     | 1095–1539                                                      |                                    |
| Coventry               | Kathedralruinen St Michael                     | England     | 1918–1940                                                      |                                    |
| Crediton               | Kathedralruinen of the Holy Cross              | England     | 909–1050                                                       |                                    |
| Denbigh                | Kathedralruinen                                | Wales       | Grundsteinlegung um 1539                                       |                                    |
| Douglas                | Kathedralruinen St George                      | Isle of Man |                                                                |                                    |
| Dorchester             | Kathedralruinen St Peter, St Paul & St Birinus | England     | 634–1072/1092                                                  |                                    |
| Dumfries               | St Andrew's Cathedral                          | Schottland  | 1815 (am 10. Mai 1961 abgebrannt)                              |                                    |
| Dunwich                | Ex-Cathedral                                   | England     | 630–673                                                        |                                    |
| Egilsay                | Kathedralruinen St Magnus                      | Schottland  |                                                                |                                    |
| Elgin                  | Elgin Cathedral                                | Schottland  | Grundsteinlegung 1224                                          |                                    |
| Fortrose               | Kathedralruinen St Peter & St Boniface         | Schottland  | 13. Jahrhundert                                                |                                    |
| Glastonbury            | Kathedralruinen                                | England     |                                                                |                                    |
| Halkirk                | Kathedralruinen                                | Schottland  | 11. Jahrhundert                                                |                                    |
| Hexham                 | Abbey/Ex-Cathedral St Andrew                   | England     | 681–821                                                        | Offizielle Website                 |
| Hoxne                  | Kathedralruinen                                | England     | frühes 10. Jahrhundert                                         |                                    |
| Iona                   | Cathedral St Mary                              | Schottland  |                                                                |                                    |
| Kilrimont              | Kathedralruinen                                | Schottland  | 9. Jahrhundert                                                 |                                    |
| Kingarth               | Kathedralruinen St Blane                       | Schottland  |                                                                |                                    |
| Kinneddar              | Kathedralruinen                                | Schottland  |                                                                |                                    |
| Kirkmichael            | Kathedralruinen                                | Schottland  |                                                                |                                    |
| Lindisfarne-Insel      | Kathedralruinen                                | England     | 635–875                                                        |                                    |
| London                 | Abbey St Peter/Westminster Abbey               | England     | 1540–1550                                                      | Offizielle Website                 |
| Maghera                | Cathedral of the Blessed Virgin Mary           | Nordirland  |                                                                |                                    |
| Middlesbrough          | Ex-Cathedral of Our Lady of Perpetual Help     | England     | 1878–1983                                                      |                                    |
| Mortlach               | Kathedralruinen St Molouc                      | Schottland  | Grundsteinlegung um 1131                                       |                                    |
| North Elmham           | Kathedralruinen                                | England     | 673–1070                                                       |                                    |
| Old Sarum              | Kathedralruinen                                | England     | 1075–1227                                                      |                                    |
| Osney                  | Kathedralruinen                                | England     | 1542–1546                                                      |                                    |
| Peel                   | Kathedralruinen St German                      | Isle of Man | 447–1980                                                       |                                    |
| Preston                | Minster St John the Evangelist                 | England     |                                                                |                                    |
| Ramsbury               | Kathedralruinen of the Holy Cross              | England     | 909–1058                                                       |                                    |
| Rhuddlan               | Kathedralruinen                                | Wales       | Grundsteinlegung c. 1400                                       |                                    |
| Ripon                  | Fountains Abbey                                | England     | 1537–1550                                                      | Auf der Website von National Trust |
| Rosemarkie             | Kathedralruinen                                | Schottland  | 12. Jahrhundert                                                |                                    |
| Selsey                 | Kathedralruinen St Wilfred                     | England     | 680–1080                                                       |                                    |
| Sherborne              | Abbey/Ex-Cathedral St Mary the Virgin          | England     | 705–1075                                                       | Offizielle Website                 |
| Stamford Hill (London) | Church of the Good Shepherd                    | England     | Ehemalige Katholische Kathedrale                               |                                    |
| Southend-on-Sea        | Kathedralruinen St Erkenwald                   | England     |                                                                |                                    |
| Saint Andrews          | Kathedralruinen St Andrews                     | Schottland  | Grundsteinlegung 908                                           |                                    |
| St Germans             | Kathedralruinen St Germanus                    | England     | c. 936–1042                                                    |                                    |
| Skeabost               | Kathedralruinen                                | Schottland  | 15. Jahrhundert                                                |                                    |
| Spynie                 | Kathedralruinen of the Holy Trinity            | Schottland  | Grundsteinlegung 1207/1208                                     |                                    |
| Thetford               | Kathedralruinen                                | England     | 1075–1091                                                      |                                    |
| Waltham                | Kathedralruinen                                | England     | 1550er                                                         |                                    |
| Whithorn               | Kathedralruinen St Martin of Tours             | Schottland  | 5. Jahrhundert                                                 |                                    |

## Basilicae minores
Eine Basilica minor ist ein Ehrentitel, den der Papst einzelnen Kirchengebäuden der römisch-katholischen Kirche verleiht, unabhängig von ihrer Bauform. Zurzeit tragen weltweit etwa 1500 Kirchen den Titel Basilica minor, ein Drittel davon in Italien. Basilicae minores können gleichzeitig Kathedralen sein, müssen es aber nicht.
| Stadt                 | Basilika                            | Bistum     | Erhebung | Region  | Links              |
| --------------------- | ----------------------------------- | ---------- | -------- | ------- | ------------------ |
| Birmingham            | Metropolitan Cathedral St Chad      | Birmingham | 1941     | England | Offizielle Website |
| Manchester            | Corpus Christi Basilica             | Salford    | 1904     | England |                    |
| Stratton on the Fosse | Downside Abbey St Gregory the Great | Clifton    | 1935     | England | Offizielle Website |